# Liste des partis politiques en Allemagne
Les partis politiques allemands jouent dans la vie politique un rôle nettement plus important que dans d'autres pays comme la France et la Suisse. Le référendum n'existe pas au niveau fédéral et quasiment pas au niveau régional et les grands partis, relativement stables depuis la Seconde Guerre mondiale, organisent la vie politique.

## Statut et histoire
L'existence et le rôle des partis politiques de l’Allemagne sont prévus par l'article 21 de la Loi fondamentale de 1949. Le même article prévoit que ces partis devront « respecter la structure libre et démocratique de la République fédérale d'Allemagne ». Cette disposition permet l'interdiction par le Tribunal constitutionnel fédéral (cour constitutionnelle) des partis politiques jugés dangereux pour le système politique. Cette procédure a été utilisée dans les années 1950 pour interdire le KPD et le SRP puis sans succès dans les années 2000 contre le NPD. Les mouvements « anticonstitutionnels » (Verfassungswidrig), notamment les partis d'extrême droite et d'extrême gauche font également l'objet d'une surveillance par le Verfassungschutz mais contrairement aux autres organisations, les partis politiques ne peuvent être interdits par le ministre de l'Intérieur.
Après l'adoption de la Loi fondamentale, le rôle des partis politiques a été renforcé dans les décennies suivantes par une série de jugements. Le financement public des partis politiques a également été progressivement augmenté, que ce soit pour les dépenses de campagne, les indemnités des parlementaires ou la création de fondations comme la Fondation Konrad-Adenauer. Cette situation permet aux quatre partis politiques dominants, l'Union chrétienne-démocrate (CDU) et sa consœur bavaroise, l'Union chrétienne-sociale (CSU), le Parti social-démocrate (SPD) et le Parti libéral-démocrate (FDP), pendant les années 1960 et 1970, de recruter la plupart des nouveaux actifs en politique, de nommer leurs membres à la tête de nombreuses institutions et de compter un nombre croissant de fonctionnaires dans leurs rangs. Durant les années 1970, le niveau de satisfaction vis-à-vis de ces partis commence toutefois à baisser et l'engagement dans des mouvements politiques non-partisans à augmenter.

## Vue d'ensemble
Tableau actualisé au 16 septembre 2023.
| Partis | Partis                                             | Idéologie                                           | Députés | Députés européens | Ministre-président | Députés régionaux |
| ------ | -------------------------------------------------- | --------------------------------------------------- | ------- | ----------------- | ------------------ | ----------------- |
|        | Parti social-démocrate d'Allemagne (SPD)           | Social-démocratie / Social-libéralisme              | 207     | 16                | 7                  | 459               |
|        | Union chrétienne-démocrate d'Allemagne (CDU)       | Démocratie chrétienne / Libéral-conservatisme       | 152     | 23                | 6                  | 513               |
|        | Alliance 90 / Les Verts                            | Écologie politique                                  | 118     | 21                | 1                  | 320               |
|        | Parti libéral-démocrate (FDP)                      | Libéralisme                                         | 92      | 5                 | 0                  | 75                |
|        | Alternative pour l'Allemagne (AfD)                 | Extreme-droite                                      | 79      | 9                 | 0                  | 242               |
|        | Union sociale allemande (CSU)                      | Démocratie chrétienne                               | 45      | 6                 | 1                  | 85                |
|        | Die Linke                                          | Gauche antilibérale / Socialisme                    | 28      | 5                 | 1                  | 127               |
|        | Fédération des électeurs du Schleswig du Sud (SSW) | Défense de la minorité danoise                      | 1       | 0                 | 0                  | 4                 |
|        | Bündnis Deutschland                                | Libéralisme                                         | 0       | 1                 | 0                  | 12                |
|        | Électeurs libres (FW)                              | Centrisme                                           | 0       | 2                 | 0                  | 37                |
|        | Die PARTEI                                         | Satirique                                           | 0       | 2                 | 0                  | 0                 |
|        | Volt                                               | Fédéralisme européen                                | 0       | 1                 | 0                  | 0                 |
|        | Parti des pirates                                  | Inclassable (Défenseurs des Libertés fondamentales) | 0       | 1                 | 0                  | 0                 |
|        | Parti écologiste-démocrate (ÖDP)                   | Écologisme de droite                                | 0       | 1                 | 0                  | 0                 |
|        | Parti des familles d'Allemagne                     | Politique familiale                                 | 0       | 1                 | 0                  | 0                 |
| Total  | Total                                              | Total                                               | 736     | 96                | 16                 | 1 898             |

Le système politique allemand et en particulier le système des élections au Bundestag (le parlement fédéral) a conduit à la formation de deux grands partis de gouvernement (le groupe CDU/CSU et le SPD) à côté desquels subsistent plusieurs partis de second rang qui jouent un rôle important en participant aux coalitions (notamment le FDP et les Verts). Il existe enfin quelques petits partis qui obtiennent parfois des mandats dans les parlements régionaux. Ces partis défendent souvent une idéologie radicale (partis d'extrême droite notamment) ou représentent un groupe particulier (comme le GB/BHE) ou un vote de protestation. Enfin, le PDS, devenu Die Linke en 2007, successeur du SED, le parti unique de la RDA, occupe une place à part, représenté au Bundestag depuis la réunification mais tenu à l'écart du pouvoir à l'échelon fédéral par les autres partis.
L'élection du Bundestag au scrutin proportionnel plurinominal est mitigée par la « barre des 5 % » qui empêche les partis les plus petits de participer au partage des sièges et évite ainsi le morcellement du parlement. L'élection de la moitié des députés au scrutin uninominal majoritaire à un tour laisse cependant une place à un vote personnalisé. À côté des deux partis principaux, existent divers petits partis qui peuvent être porteurs d'une idéologie particulière (comme le FDP, Die Linke ou les Verts) ou des intérêts d'un groupe restreint (comme le GB/BHE).

## Partis représentés au Bundestag
- L'Union chrétienne-démocrate d'Allemagne (Christlich Demokratische Union Deutschlands, CDU) est le plus grand parti de centre droit. Créé après la Seconde Guerre mondiale autour des idées de la démocratie chrétienne défendues par Konrad Adenauer, il a longtemps été considéré comme le parti dominant de la vie politique allemande, le SPD ne participant au gouvernement que quand la CDU était affaiblie par une crise interne ou un échec important. Les militants de ce parti sont souvent appelés « Les Noirs », « Die Schwarzen ». En Bavière, l'Union chrétienne-sociale en Bavière (Christlich-Soziale Union in Bayern, CSU) est le pendant de la CDU, où ce dernier parti n'existe pas. Gouvernant la région pratiquement sans interruption depuis sa création, la CSU est traditionnellement conservatrice en matière de mœurs mais a longtemps été porteuse d'une certaine vision sociale en ce qui concerne l'économie.
- Le Parti social-démocrate d'Allemagne (Sozialdemokratische Partei Deutschlands, SPD), re-création d'un parti existant depuis le XIXe siècle, est le grand parti d'opposition dans la période suivant la création de la République fédérale d'Allemagne. Plusieurs fois à la tête d'un gouvernement dans les années 1970, il semble avoir pris une nouvelle dimension après la réunification. Idéologiquement social-démocrate à l'origine, il a progressivement évolué vers le social-libéralisme. Les militants de ce parti sont souvent appelés les « rouges », « Die Roten ».
- L'Alliance 90 / Les Verts (Bündnis 90/Die Grünen) a été formée après la réunification sur la base d'une fusion entre Die Grünen (les Verts), parti écologiste issu de la mouvance pacifiste et anti-nucléaire des années 1970, et Alliance 90, groupement de militants des droits de l'homme en République démocratique allemande. Partenaire fidèle du SPD dans les années 1990, les verts allemands s'associent cependant parfois aux partis de droite dans des coalitions locales. Ils sont appelés « Les Verts », « Die Grünen ».
- Die Linke (La Gauche) : fusion du Parti du socialisme démocratique (PDS) (successeur du SED, le parti unique de la RDA) et de la WASG, scission du SPD. Ce nouveau parti, dirigé par Gesine Lötzsch et Klaus Ernst, ses militants sont appelés « Die Roten », les rouges. Il se positionne à la gauche des Verts et du SPD sur l'échiquier politique. Lors des élections législatives de 2005, il a fait un score de 25 % dans les Länder de l'Est et un peu moins de 5 % à l'Ouest. Son congrès fondateur s'est tenu le 16 juin 2007. Il a depuis fait son entrée dans plusieurs Landtag (parlements régionaux) de l'Ouest, bouleversant les rapports de force dans ces Länder dont était systématiquement absent le PDS.
- Le Parti libéral-démocrate, (Freie Demokratische Partei, FDP) est un parti se réclamant du libéralisme. S'il n'obtient que rarement des mandats directs, il a en revanche toujours réussi à former un groupe parlementaire au Bundestag et a été dans les années 1960 et 1970 en position de faire et de défaire des coalitions, adoptant un comportement centriste. Ils sont souvent appelés « Les Jaunes », « Die Gelben ». Il fait partie depuis la fin 2009 de la coalition de droite au pouvoir (CDU-CSU-FDP). Il perd tous ses élus au Bundestag lors des élections fédérales de 2013 mais retrouve des élus en 2017.
- L'Alternative pour l'Allemagne (Alternative für Deutschland), parti eurosceptique fondé en 2013.

## Partis représentés au Parlement européen et/ou dans certains parlements régionaux
À côté des six (sept en différenciant la CDU et la CSU) partis représenté au Bundestag, qui sont tous représentés au Parlement européen et dans plusieurs parlements régionaux, certains petits partis n'ont que quelques élus dans l'un ou l'autre de ces parlements.
- La Fédération des électeurs du Schleswig du Sud (Südschleswigscher Wählerverband, SSW) est le parti de la minorité danoise et frisonne du Schleswig-Holstein. Dispensé de la règle des 5 %, il siège au parlement régional. Contrairement à la plupart des partis régionaux d'Europe, il ne revendique plus ni autonomie ni indépendance.
- Le Parti des pirates, fondé en 2006, a obtenu 8,9 % des voix à Berlin en 2011.
- Les Citoyens en colère, parti populiste fondé en 2014. Il a obtenu 3,2 % des voix au land de Brême en 2015.
- Les Électeurs libres (FW), parti centriste, localiste et prônant la démocratie directe.
- Les Réformateurs libéraux-conservateurs (LKR) avaient 5 députés européens, mais n'ont pas réussi à les garder en 2019.

## Autres partis
- Le Parti national-démocrate d'Allemagne (Nationaldemokratische Partei Deutschlands, NPD) a été pendant longtemps le plus puissant et le plus radical des partis d'extrême droite. Fondé en 1964 par des militants issus de diverses organisations d'extrême droite, pour certaines directement liées à la mouvance néo-nazie, il manque de peu son entrée au Bundestag lors des élections fédérales de 1969, avec 4,3 % des suffrages exprimés (record qu'il ne battra jamais lors des scrutins nationaux qui suivront). En 2004, à la faveur d'une alliance avec la DVU, il obtient 9,2 % des suffrages lors d'une élection régionale et entre au parlement du Land de Saxe. N'a dorénavant plus d'élus. En Juin 2023, le parti change de nom pour Die Heimat (La Patrie)[2],[3].
- Le Parti bavarois (Bayernpartei), milite pour une Bavière indépendante dans l'Europe.
- Les Républicains (Die Republikaner), extrême droite.
- Le Parti communiste allemand (Deutsche Kommunistische Partei), parti communiste.
- Le Parti marxiste-léniniste d'Allemagne (Marxistisch-Leninistische Partei Deutschland), parti communiste.
- Alliance C - Chrétiens pour l'Allemagne (Bündnis C - Christen für Deutschland), parti chrétien fondé en 2015.
- Le Mouvement populaire pour la Rhénanie-du-Nord-Westphalie (Bürgerbewegung pro NRW), parti droite extrême.
- Union sociale allemande (Deutsche Soziale Union), parti conservateur.
- Le Parti de protection des animaux (Partei Mensch Umwelt Tierschutz), parti pour la protection animale.
- Alliance 21/RRP (Bündnis 21/RRP), parti pour la défense des retraités.
- Mouvement des droits civils et Solidarité (Bürgerrechtsbewegung Solidarität)
- Le Parti des retraités Allemagne (Rentner Partei Deutschland), parti pour la défense des retraités.
- Le Parti de la raison (Partei der Vernunft), un parti libertarien.
- Les Violettes - Pour la politique spirituelle (Die Violetten), parti spiritualiste fondé en 2001.
- Le Parti des humanistes
- Le Parti populaire sorabe (Wendische Volkspartei), qui aspire à devenir l'homologue du SSW pour la minorité sorabe.
- L’Union des valeurs (WerteUnion, WU), parti libéral-conservateur fondé en 2024.

## Partis disparus
- Le Parti communiste d'Allemagne (Kommunistische Partei Deutschlands), 1918-1956.
- Le Parti national-socialiste des travailleurs allemands (Nationalsozialistische Deutsche Arbeiterpartei), 1920-1945.
- Le Sozialistische Reichspartei, 1949-1952.
- Le Mouvement citoyen pour Allemagne (Bürgerbewegung pro Deutschland), parti de l'ex-juge Schill, droite extrême, 2005-2017.

## Financement
| Parti   | Parti                                     | Revenus (millions d’euros) | Cotisations | Dons    | Financement public | Patrimoine | Autre   |
| ------- | ----------------------------------------- | -------------------------- | ----------- | ------- | ------------------ | ---------- | ------- |
|         | Parti social-démocrate (SPD)              | 170,1                      | 29,7 %      | 7,7 %   | 27,3 %             | 9,8 %      | 25,5 %  |
|         | Union chrétienne-démocrate (CDU)          | 151,6                      | 28,7 %      | 18,3 %  | 28,8 %             | 3,1 %      | 21,1 %  |
|         | Union chrétienne-sociale en Bavière (CSU) | 39,8                       | 25,4 %      | 15,8 %  | 29,6 %             | 1,3 %      | 27,9 %  |
|         | Parti libéral-démocrate (FDP)             | 29,3                       | 20,5 %      | 29,7 %  | 30,7 %             | 5,7 %      | 13,4 %  |
|         | Alliance 90 / Les Verts                   | 25,4                       | 21,3 %      | 14,3 %  | 38,3 %             | 1,4 %      | 24,7 %  |
|         | Die Linke                                 | 21,0                       | 44,2 %      | 9,5 %   | 37,5 %             | 1,0 %      | 7,8 %   |
| Moyenne | Moyenne                                   | Moyenne                    | 28,3 %      | 15,88 % | 32,03 %            | 3,72 %     | 20,07 % |

### Loi sur le financement des partis politiques
Le financement des partis politiques est encadré depuis 1967 par une législation particulière la Parteiengesetz. En plus des dons et cotisations les partis politiques allemands reçoivent un financement important de la part de l'État. Pour accéder à ce financement un parti doit avoir recueilli au minimum 0,5 % des voix à une élection nationale ou 1 % à une élection régionale. Le montant des subventions est ensuite calculé en se basant sur le nombre de voix obtenues aux différentes élections et sur les ressources propres dont dispose le parti. Dans tous les cas le financement public doit rester en dessous d'une limite absolue, fixée en 2005 à 133 millions d'euros par an.

### Scandales financiers
Comme d'autres pays d'Europe, l'Allemagne a été touchée par plusieurs scandales liés au financement des partis politiques. Le plus gros des scandales récents est l'affaire du financement de la CDU d'Helmut Kohl dans les années 1990 (CDU-Spendenaffäre). Le parti avait mis en place un système de financement des campagnes électorales de candidats choisis par Kohl en utilisant des dons secrets (et donc illégaux) sur des comptes de banques suisses. L'origine exacte de l'argent n'est toujours pas connue. À la suite du scandale Helmut Kohl, Wolfgang Schäuble et Brigitte Baumeister (la trésorière de la CDU) ont dû démissionner de leurs fonctions au sein du parti (un poste purement honorifique dans le cas de l'ancien chancelier). Après avoir épuisé toutes les voies de recours possible la CDU a été finalement condamnée en 2004 par le Tribunal constitutionnel fédéral à rembourser 21 millions d'euros de financement public des campagnes électorales entachées d'irrégularités.

## Résultats électoraux
| Parti         | Parti                   | 1949 | 1953 | 1957 | 1961 | 1965 | 1969 | 1972 | 1976 | 1980 | 1983 | 1987 | 1990 | 1994 | 1998 | 2002 | 2005 | 2009 | 2013  | 2017 | 2021 |
| ------------- | ----------------------- | ---- | ---- | ---- | ---- | ---- | ---- | ---- | ---- | ---- | ---- | ---- | ---- | ---- | ---- | ---- | ---- | ---- | ----- | ---- | ---- |
|               | CDU/CSU                 | 31,0 | 45,2 | 50,2 | 45,3 | 47,6 | 46,1 | 44,9 | 48,6 | 44,5 | 48,8 | 44,3 | 43,8 | 41,4 | 35,1 | 38,5 | 35,2 | 33,8 | 41,5  | 32,9 | 24,1 |
|               | SPD                     | 29,2 | 28,8 | 31,8 | 36,2 | 39,3 | 42,7 | 45,8 | 42,6 | 42,9 | 38,2 | 37,0 | 33,5 | 36,4 | 40,9 | 38,5 | 34,3 | 23,0 | 25,7  | 20,5 | 25,7 |
|               | AfD                     | -    | -    | -    | -    | -    | -    | -    | -    | -    | -    | -    | -    | -    | -    | -    | -    | -    | 4,7   | 12,6 | 10,3 |
|               | FDP                     | 11,9 | 9,5  | 7,7  | 12,8 | 9,5  | 5,8  | 8,4  | 7,9  | 10,6 | 7,0  | 9,1  | 11,0 | 6,9  | 6,2  | 7,4  | 9,8  | 14,6 | 4,8   | 10,7 | 11,5 |
|               | PDS/Die Linke           | -    | -    | -    | -    | -    | -    | -    | -    | -    | -    | -    | 2,4  | 4,4  | 5,1  | 4,0  | 8,7  | 11,9 | 8,6   | 9,2  | 4,9  |
|               | Alliance 90 / Les Verts | -    | -    | -    | -    | -    | -    | -    | -    | 1,5  | 5,6  | 8,3  | 5,0  | 7,3  | 6,7  | 8,6  | 8,1  | 10,7 | 8,4   | 8,9  | 14,8 |
| Participation | Participation           | 78,5 | 86,0 | 87,8 | 87,7 | 86,8 | 86,7 | 91,1 | 90,7 | 88,6 | 89,1 | 84,3 | 77,8 | 79,0 | 82,2 | 79,1 | 77,7 | 70,8 | 71,53 | 76,2 | 76,6 |

- La CDU/CSU et le SPD se présentent à ces élections depuis le début et ont toujours réussi à être représentés au Bundestag.
- Le FDP se présente à ces élections depuis le début et a toujours réussi à être représenté au Bundestag, sauf en 2013.
- Lors des trois premières élections fédérales, plusieurs autres partis ont obtenu des sièges au parlement. Depuis 1961, seuls les cinq partis ont réussi à être représentés au Bundestag.
- Les Verts, créés dans les années 1970 sont représentés au parlement fédéral depuis 1983. Ne réussissant pas à franchir la barre de 5 % en 1990, il ne s'y maintiennent entre 1990 et 1994 qu'à la faveur de leur alliance avec le mouvement alternatif de l'ex-RDA Alliance 90.
- Le PDS, créé à la réunification, a jusqu'à maintenant toujours réussi à obtenir des sièges (exempté de la règle des 5 % en 1990, dépassant celle-ci en 1998 et 2005, ses mandats directs — tous obtenus à Berlin-Est — lui ont permis de conserver un groupe parlementaires en 1994. En revanche, il ne fit élire que deux représentants en 2002).
- D'autres partis ont eu des élus aux élections de 1949, 1953 et 1957 :
  - le Parti communiste d'Allemagne
  - le Parti bavarois
  - le Parti allemand
  - le Parti du centre
  - l'Alliance pour la reconstruction économique
  - le Parti impérial allemand
  - la Fédération des électeurs du Schleswig du Sud
  - le Bloc des réfugiés